# Ville di Fiemme
Ville di Fiemme ist eine italienische Gemeinde (comune) mit 2651 Einwohnern in der Provinz Trient (Region Trentino-Südtirol).

## Geografie
Ville di Fiemme liegt etwa 61 km nordöstlich von Trient auf der orographisch rechten Talseite des Fleimstals zu Füßen des zu den Fleimstaler Alpen zählenden Schwarzhorns (2439 m s.l.m.). Das Gemeindegebiet grenzt im Norden und im Westen unmittelbar an die Provinz Bozen.

## Geschichte
Die Gemeinde entstand am 1. Januar 2020 bei einer Gemeindereform durch den Zusammenschluss der Gemeinden Carano, Daiano und Varena.
Das Gemeindewappen wurde am 21. Januar 2022 genehmigt; es kombiniert Elemente aus den Wappen der Vorgängergemeinden.

## Verwaltungsgliederung
Die Streugemeinde Ville di Fiemme besteht aus den Fraktionen Aguai (Aguàe), Bivio, Carano, Daiano, Dosso Veronza, Maso Cela, Molini Di Baldon, Passo di Lavazè, Solaiolo und Varena. Der Gemeindesitz liegt in Daiano.

## Politik
Am 20. September 2020 wurde Paride Gianmoena zum Bürgermeister von Ville di Fiemme gewählt. Dies war die erste Kommunalwahl in dem Ort.